# GeoLIS
GeoLIS ist der Name einer Serie von GIS-LIS-Symposien und relevanten Initiativen, die zwischen 1986 und 1995 an der Technischen Universität Wien stattfanden. Sie zielten vor allem auf eine bessere interdisziplinär Kooperation der etwa 10 beteiligten Geowissenschaften und führten zur Gründung der AGEO, des Österreichischen Dachverbandes für Geografische Information, und zur „Geoinformationsbörse“ 1990.
Veranstalter waren die Institute für „Höhere Geodäsie“ und für „Landesvermessung & Geoinformation“ der TU Wien, ab 1994 in Kooperation mit dem Bundesamt für Eich- und Vermessungswesen. Initiator und Leiter von GeoLIS I (1986) und GeoLIS II (1989) war der Geodät Gottfried Gerstbach, von GeoLIS III (1994) der Geodät und Informatiker Andre Frank und der BEV-Präsident Friedrich Hrbek.
Die GeoLIS-Organisation baute auf informeller Arbeitsweise auf, um die entstehenden Normungen auf dem GIS-LIS-Sektor nicht zu beeinträchtigen. Sie führte neben der Publikation von 3 Tagungsbänden und verschiedenen Kooperationen zwischen Geodäsie, Geologie und Geotechnik zur ersten Sammlung von GIS-Datenbanken im deutschsprachigen Raum (Schwerpunkt Österreich und Bayern), die in Form von Metadaten als „Geoinformationsbörse“ 1990 publiziert wurde.
Ab 1991 wurden die Aktivitäten zunehmend in die Salzburger AGIT (Angewandte Geo-Informations-Technologie, Symposium und Fachmesse für Angewandte Geoinformatik) eingebracht, die damals bereits jährlich stattfand, und 1995 (1 Jahr nach GeoLIS-3) beendet.